# 桂枝加葛根湯
桂枝加葛根湯為中醫治療太陽症方劑之一，為解表劑。

## 出處
本方出自張仲景之《傷寒論》：「太陽病，項背強几几，反汗出，惡風者，桂枝加葛根湯主之。」

## 功用
解肌發表，袪風，舒筋活絡。

## 辨症要點
- 本方用於桂枝湯證而兼有項背強硬之症狀。
- 與葛根湯的區別乃在於有無出汗，以及葛根湯證為脈浮有力，而本方則為脈浮而無力。

## 方劑組成
葛根四兩 芍藥二兩 生薑三兩(切) 炙甘草二兩 大棗十二枚(擘) 桂枝二兩(去皮)上七味，以水一斗，先煮葛根，減二升，去上沫，內諸藥，煮取三升，去滓，溫服一升。覆取微似汗，不須啜粥，餘如桂枝法將息及禁忌。(劑量為漢制而非現制)。

## 外部連結
- 桂枝湯 中藥方劑圖像數據庫 (香港浸會大學中醫藥學院) （中文）（英文）

## 註譯
1. ↑  .   [2017-12-19]. （原始内容存档于2017-12-22）.